# Степанович, Драгослав
Драгослав Степанович (серб. Драгослав Степановић; род. 30 августа 1948, Рековац) — югославский и сербский футболист и футбольный тренер, защитник.

## Карьера

### Клубная карьера
Во взрослом футболе дебютировал в 1966 году в клубе «ОФК», где в течение семи лет выступал на позиции правого защитника.
В 1973 году перешёл в клуб «Црвена звезда», где играл на протяжении трёх созонов. В 1976 году он перешёл в немецкий клуб «Айнтрахт» (Франкфурт-на-Майне), играя за который получил прозвище Степи. В 1978 году перешёл в другой немецкий клуб «Ворматия» (Вормс).
В июле 1979 года он присоединился к английскому клубу «Манчестер Сити» за 140 000 фунтов стерлингов, проведя в его составе два сезона.
Завершил карьеру футболиста в 1982 году в клубе «Ворматия» (Вормс), куда вернулся в 1981 году.

### Карьера в сборной
В 1970 году дебютировал в официальных матчах в составе национальной сборной Югославии. За годы игры в сборной у Степановича сложились хорошие отношения с главным тренером команды Вуядином Бошковым.
Свой единственный гол за сборную Степанович забил 14 июня 1972 года в товарищеском матче против сборной Венесуэлы. Всего в составе сборной принял участие в 34 матчах.

### Тренерская карьера
После завершения карьеры футболиста Степанович смог построить успешную тренерскую карьеру в Германии.
В 1985 году он возглавил тренерский штаб «Франкфурта», а в 1991 году стал главным тренером "«Айнтрахта» (Франкфурт-на-Майне), прежде чем перейти в «Байер 04», заменив Райнхарда Зафтига незадолго до того, одержали победу в финале Кубка Германии 1993 года.
В июле 1995 года он был назначен главным тренером клуба «Атлетик Бильбао», но ушёл с должности в середине марта 1996 года.
В декабре 2006 года Степанович был включён в короткий список кандидатов на пост тренера национальной сборной Боснии и Герцеговины, но в итоге эту должность занял Фуад Музурович.
24 августа 2007 года Степанович был назначен главным тренером сербского клуба «Чукарички». 8 декабря 2008 года он был уволен с этого поста. 8 июня 2009 года он был назначен тренером клуба «Воеводина» на предстоящий сезон 2009/10 но 2 октября того же года был освобождён от должности.